# منطقه ویژه اقتصادی اسلام‌آباد غرب
منطقۀ ویژه اقتصادی زاگرس یا منطقۀ ویژه اقتصادی اسلام‌آباد غرب یک منطقۀ ویژۀ اقتصادی است که در شهرستان اسلام‌آباد غرب در استان کرمانشاه واقع شده‌است.

## تاریخچه
طی اولین سفر استانی هیئت دولت به استان کرمانشاه در تاریخ ۱۳۸۵/۹/۳۰ ایجاد منطقه ویژه اقتصادی اسلام‌آباد غرب مصوب، و در تاریخ ۱۳۸۹/۷/۴ به تصویب مجلس شورای اسلامی رسید و در ۱۳۸۹/۸/۱۱ قانون ایجاد منطقه ویژه اقتصادی مذکور از سوی رئیس جمهور محترم ابلاغ گردید. که در ابتدا سازمان همیاری شهرداری‌های استان کرمانشاه به عنوان مجری منطقه ویژه معرفی و از تاریخ ۱۳۹۰/۵/۱۲ وظیفه سازمان مسئولی به منطقه ویژه زاگرس تفویض گردید.

## مزیت‌ها و قابلیت‌ها
1. مبادلات بازرگانی مناطق با خارج از کشور یا با سایر مناطق ویژه اقتصادی و مناطق آزاد تجاری و صنعتی.
2. ورود کالاها، ماشین آلات و مواد اولیه واحدهای مستقر در این مناطق، آزاد و بدون حقوق گمرکی و سود بازرگانی است و امکان ورود و خروج کالاها از منطقه به خارج از کشور بدون تشریفات گمرکی میسر است.
3. واردات و نگهداری کالا در انبارهای منطقه (مواد اولیه، ماشین آلات، ابزار و قطعات تولیدی) جهت توزیع به کشورهای مختلف مجاز است.
4. ورود موقت مواد اولیه و قطعات خارجی وارد شده به منطقه به منظور تبدیل، تکمیل یا تعمیر به داخل کشور امکان‌پذیر است.
5. قوانین و روابط کار و اشتغال در منطقه ویژه به سختی سرزمین اصلی نیست و معمولاً در این مناطق توافق کارگر و کارفرما اولویت دارد. ساعات فعالیت کارگران با توافق کارفرمایان صورت می‌گیرد.
6. کالاهای وارد شده به منطقه ویژه اقتصادی به میزان ارزش افزوده آن از مالیات معاف می‌باشد.
7. تمام مجوزهای مورد نیاز در منطقه از سوی سازمان همان منطقه صادر می‌شود و با مقررات دست و پاگیر مواجه نمی‌شود

## مهمترین زمینه‌های سرمایه‌گذاری
- صنعت
  - صنایع تبدیلی دامی
  - صنایع تبدیلی کشاورزی
  - صنایع غذایی
  - صنایع مربوط به مواد معدنی بالاخص سنگ‌های ساختمانی تزئینی
  - صنایع کانی غیر فلزی
  - صنایع پایین دستی پتروشیمی و نفت
  - صنایع فلزی
- آموزش عالی
- توریسم
- بازرگانی و تجارت
- خدمات انبارداری

## بازارهای اقتصادی
بازارهای اصلی منطقه، کشورعراق و کشورهای خاورمیانه می‌باشد.
ضمن این که امکان صادرات زمینی تا سواحل دریای مدیترانه و از آنجا به کشورهای اروپایی و آفریقایی و... نیز وجود دارد. در حال حاضر عمده‌ترین بازارهای هدف استان عبارتند از:
- عراق(۹۰ درصد مبادلات با این کشور)
- امارات متحده
- هندوستان
- پاکستان
- آلمان
- ایتالیا
- آمریکا
- کانادا

## وب سایت رسمی
- www.islamabadsez.ir
- www.zagrosez.ir[پیوند مرده]